# 213 (число)
213 (дві́сті трина́дцять) — натуральне число між 212 і 214.
- 213 день в році - 1 серпня (у високосний рік 31 липня).

## У інших галузях
- 213 рік; 213 рік до н.е.
- ASCII-код символу «Х» у російській кодовій сторінці.
- В Юнікоді 00D516 — код для символу «Õ» (Latin Capital Letter O With Tilde).
- NGC 213 — спіральна галактика з перемичкою (Sba) у сузір'ї Риби.
- АКСМ-213 — зчленований тривісний тролейбус виробництва Белкоммунмаш.
- «213» — дев'ята пісня групи Slayer в альбомі Divine Intervention.